# Knut VI. Dánský
Knut VI. Dánský (1163 – 12. listopadu 1202) byl dánský král (1182–1202). Šlo o nejstaršího syna Valdemara I. a Sofie z Novgorodu.

## Život
Okamžitě po svém nástupu k moci musel čelit rolnickému povstání ve Skåne, protože rolníci odmítli platit desátky. Král jim chtěl ukázat jejich místo, ale dříve než stačil sestavit armádu, šlechtici z Hallandu a Skåne poslali vlastní vojáky a rolníky porazili v krvavé bitvě u Dysjebro.

Císař Fridrich I. Barbarossa přinutil Knutova otce, aby ho přijal jako svého lenního pána a v roce 1184 Barbarossa poslal Knutovi vzkaz, aby udělal to samé. Knut neodpověděl, a tak k němu císař vypravil druhého posla, který vyhrožoval císařovým hněvem. Knutovým jménem odpověděl biskup Absalon 
| „ | Knut je stejně svobodným králem jako císař. Má stejné právo na Dánsko, jaké má císař na Svatou říši římskou, takže by císař odteď neměl očekávat žádnou věrnost... | “ |

Císař Barbarossa byl nucen řešit záležitosti na jihu říše a proto pověřil svého vazala Bogislava Pomořanského, aby zaútočil na Dánsko. Bogislav rychle shromáždil 500 lodí. Král Knut byl v Jutsku, takže povinnost odrazit útok připadla biskupu Absalonovi. Dánská flotila díky mlze Pomořany porazila a císař se dočasně přestal snažit o ovládnutí Dánska. Knut provedl do Pomořan dvě invaze a v roce 1185 přinutil Bogislava, aby ho uznal jako svého pána.
Dobové zdroje popisují Knuta jako vážného, silně věřícího muže. V roce 1197 osobně vedl křížovou výpravu proti pohanským Estoncům.
Knutův mladší bratr Valdemar byl sice vévodou v jižním Jutsku, ale bylo mu jen dvanáct let, když zemřel jeho otec, a tak byl regentem jmenován biskup Valdemar (nemanželský syn Knuta V.) Ambiciózní biskup sbíral podporu německých šlechticů proti Knutovi. S pomocí Adolfa III. Holštýnského se chtěl sám stát dánským králem. Když byl vybrán jako arcibiskup z Lundu, mluvil o svých plánech otevřeně. Mladý Valdemar požádal v roce 1192 biskupa o schůzku v Åbenrå. Tam ho nechal zatknout a na příštích třináct let uvěznil v Søborgu. Adolf Holštýnský se snažil vytvořit proti vévodovi opozici, ale Valdemar ho v roce 1201 porazil, zajal a uvěznil stejně jako arcibiskupa v Søborgu. V roce 1203 se vzal svých území na sever od Labe, aby byl propuštěn.
Knut zemřel ve zhruba čtyřiceti letech v roce 1202. Jeho manželkou byla Gertruda Bavorská, dcera Jindřicha Lva. Ta mu však neporodila děti, takže se jeho nástupcem stal jeho bratr Valdemar.